# Chorizanthe diffusa
Chorizanthe diffusa là một loài thực vật có hoa trong họ Rau răm. Loài này được Benth. mô tả khoa học đầu tiên năm 1857.